# Maria Ernestam
 (juillet 2018).
Si vous disposez d'ouvrages ou d'articles de référence ou si vous connaissez des sites web de qualité traitant du thème abordé ici, merci de compléter l'article en donnant les références utiles à sa vérifiabilité et en les liant à la section « Notes et références ».
Maria Ernestam, née le 29 novembre 1959 à Uppsala, est une romancière suédoise.

## Biographie
Elle grandit dans sa ville natale et fait ses études supérieures à l'université d'Uppsala, où elle obtient un diplôme en journalisme. Elle poursuit ses études, cette fois en littérature anglaise et en mathématiques, à l'université de Göteborg, puis s'inscrit à l'université du Kansas, aux États-Unis, où elle décroche une maîtrise en sciences politiques, spécialisée en relations internationales. 
À la fin de ses études, elle s'installe pour onze années à Francfort-sur-le-Main, en Allemagne, où elle est correspondante pour le journal des affaires suédois Veckans Affärer (en) et le hebdomadaire médical suédois Dagens medicin. Elle vit aujourd'hui à Stockholm avec son mari et leurs deux enfants.
En 2005, elle publie son premier roman, Caipirinha med Döden, mais le succès lui vient l'année suivante avec Les Oreilles de Buster (Busters öron), dont le récit raconte comment la Mort frappe par mégarde à une mauvaise porte et rencontre une femme qui travaillera pour elle. Ce roman, à la fois fantastique et absurde, est comparé à sa publication en Russie au chef-d'œuvre de Mikhaïl Boulgakov Le Maître et Marguerite en raison de son humour noir et de sa profondeur psychologique. 
À sa parution en France, en 2011, Les Oreilles de Buster remporte le prix de la revue littéraire Page des libraires, le prix La Passerelle et le prix de l'Armitière de Rouen. En outre, pour ce roman, la traductrice Esther Sermage remporte le Prix Lire en Poche du salon du livre de Gradignan 2013 dans la catégorie traduction. 

## Œuvre

### Romans
- Caipirinha med Döden (2005)
- Busters öron (2006) Publié en français sous le titre Les Oreilles de Buster, traduit par Esther Sermage, Montfort-en-Chalosse, Gaïa Éditions, 2011  (ISBN 978-2-84720-202-1) ; réédition, Arles, Actes Sud, coll. « Babel » no 1149, 2012  (ISBN 978-2-330-01445-2)
- Kleopatras kam (2007) Publié en français sous le titre Le Peigne de Cléopâtre, traduit par Esther Sermage et Ophélie Alegre, Montfort-en-Chalosse, Gaïa Éditions, 2013  (ISBN 978-2-84720-352-3) ; réédition, Arles, Actes Sud, coll. « Babel » no 1346, 2015  (ISBN 978-2-330-05635-3)
- Alltid hos dig (2008) Publié en français sous le titre Toujours avec toi, traduit par Esther Sermage, Montfort-en-Chalosse, Gaïa Éditions, 2010  (ISBN 978-2-84720-163-5) ; réédition, Arles, Actes Sud, coll. « Babel » no 1256, 2014  (ISBN 978-2-330-03284-5)
- På andra sidan solen (2010)
- Marionetternas döttrar  (2012)
- Öga för öga, tass för tass (2014) Publié en français sous le titre Patte de velours, œil de lynx, traduit par Esther Sermage, Montfort-en-Chalosse, Gaïa Éditions, 2015  (ISBN 978-2-84720-649-4) ; réédition, Arles, Actes Sud, coll. « Babel », 2018  (ISBN 978-2-330-10331-6)
- Den sårade pianisten (2016) Publié en français sous le titre Le Pianiste blessé, traduit par Anne Karila, Montfort-en-Chalosse, Gaïa Éditions, 2017  (ISBN 978-2-84720-793-4)

### Recueil de nouvelles
- Drama Queens (2010)

### Autre publication
- Min mormors historia (2009), anthologie

## Prix et distinctions
- 2010 : Finaliste du prix Littéraire Cezan Inter-CE pour Toujours avec toi
- 2011 : Prix Page des libraires pour Les Oreilles de Buster
- 2011 : Prix La Passerelle 2011 pour Les Oreilles de Buster
- 2011 : Prix de l'Armitière 2011 pour Les Oreilles de Buster
- 2013 : Prix Lire en Poche de Gradignan, catégorie traduction,  pour Les Oreilles de Buster